# Менеджер року НБА

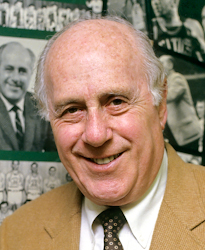
Ред Ауербах здобув нагороду за сезон 1979–80 року.

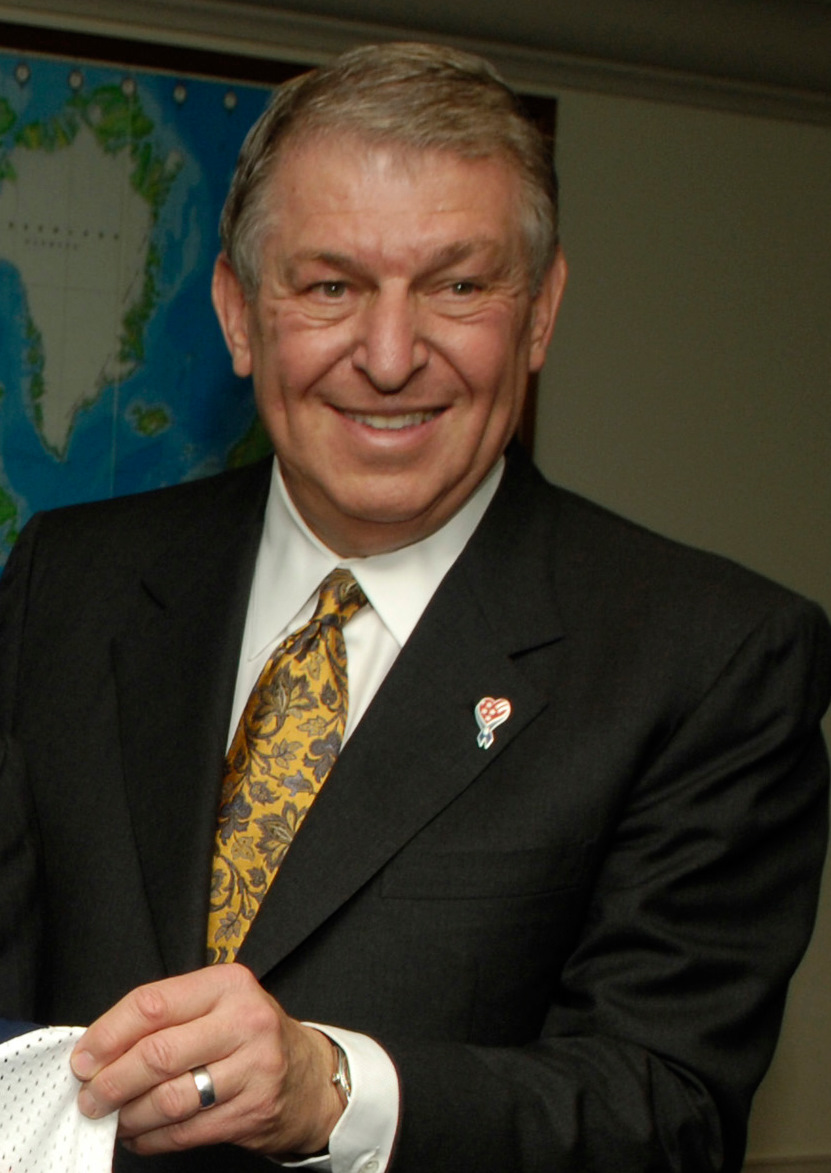
Джеррі Коланжело здобув нагороду за сезон 1975–76, 1980–81, 1988–89 та 1992–93 року.

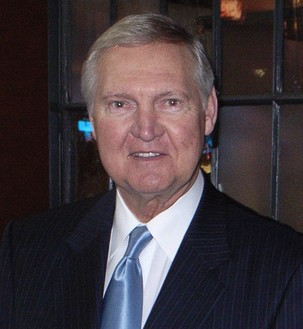
Джеррі Вест здобув нагороду за сезон 1994–95 та 2003–04 року.

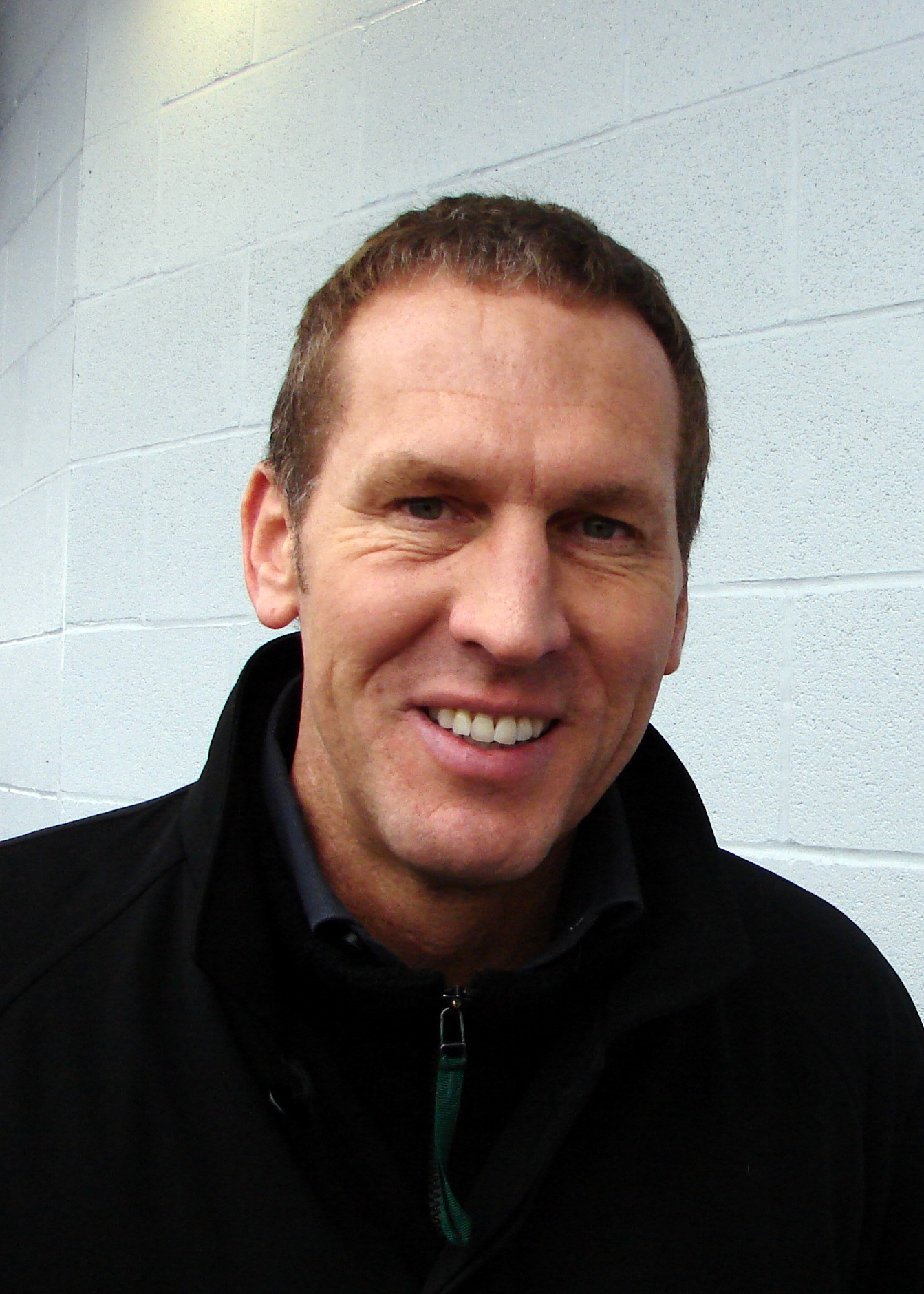
Син Джеррі Коланжело, Браян Коланжело, здобув нагороду за сезон 2004–05 та 2006–07 року.

Менеджер року НБА — щорічна нагорода Національної баскетбольної асоціації (НБА), яка вручається найкращому менеджеру команди НБА за підсумками регулярного сезону, починаючи з сезону 1972-73 року. До 2009 року, нагороду "Менеджер року НБА" вручала газета Sporting News, хоча її визнавала і НБА. Після 2009 року - нагороду вручає сама НБА. Переможця нагороди обирають шляхом голосування керівників 30 команд ліги. Перемагає той, хто набрав найбільшу кількість голосів.
Переможцями цієї нагороди за історію НБА ставали 28 різних тренерів. Джеррі Коланжело, мерший головний менеджер команди Фінікс Санз, єдиний хто удостоївся нагороди чотири рази. Боб Басс, Вейн Ембрі, Боб Феррі, Стен Кастен, Джеррі Краузе, Джефф Петрі, Джеррі Вест, Браян Коланжело - ставали лауреатами нагороди двічі кожний. Всі лауреати нагороди, народилися на території США. Ларрі Берд, Френк Лейден, Пет Райлі, Ред Ауербах - єдині лауреати, які також отримували нагороду Тренер року НБА. Берд, в свою чергу, єдиний хто ще отримав і звання Найціннішого гравця регулярного сезону.

## Переможці
| ^            | Менеджери які є діючими в НБА                          |
|              | Вибраний до Баскетбольного Залу слави                  |
|              | Діючий менеджер, вибраний до Баскетбольного Залу слави |
| Менеджер (X) | Вказує кількість разів здобуття менеджером нагороди    |

| Сезон   | Менеджер              | Громадянство | Команда                 |
| ------- | --------------------- | ------------ | ----------------------- |
| 1972-73 | Джо Аксельсон         | США          | Канзас-Сіті Кінґс       |
| 1973-74 | Едді Донован          | США          | Баффало Брейвз          |
| 1974-75 | Дік Вертліеб          | США          | Голден-Стейт Ворріорс   |
| 1975-76 | Джеррі Коланжело      | США          | Фінікс Санз             |
| 1976-77 | Рей Петтерсон         | США          | Х'юстон Рокетс          |
| 1977-78 | Анджело Дроссос       | США          | Сан-Антоніо Сперс       |
| 1978-79 | Боб Феррі             | США          | Вашингтон Буллетс       |
| 1979-80 | Ред Ауербах           | США          | Бостон Селтікс          |
| 1980-81 | Джеррі Коланжело* (2) | США          | Фінікс Санз             |
| 1981-82 | Боб Феррі* (2)        | США          | Вашингтон Буллетс       |
| 1982-83 | Золлі Волчок          | США          | Сієтл СуперСонікс       |
| 1983-84 | Френк Лейден          | США          | Юта Джаз                |
| 1984-85 | Вінс Боріла           | США          | Денвер Наггетс          |
| 1985-86 | Стен Кастен           | США          | Атланта Гокс            |
| 1986-87 | Стен Кастен* (2)      | США          | Атланта Гокс            |
| 1987-88 | Джеррі Краузе         | США          | Чикаго Буллз            |
| 1988-89 | Джеррі Коланжело* (3) | США          | Фінікс Санз             |
| 1989-90 | Боб Басс              | США          | Сан-Антоніо Сперс       |
| 1990-91 | Бакі Бакволтер        | США          | Портланд Трейл-Блейзерс |
| 1991-92 | Вейн Ембрі            | США          | Клівленд Кавальєрз      |
| 1992-93 | Джеррі Коланжело* (4) | США          | Фінікс Санз             |
| 1993-94 | Боб Вітсітт           | США          | Сієтл СуперСонікс       |
| 1994-95 | Джеррі Вест           | США          | Лос-Анджелес Лейкерс    |
| 1995-96 | Джеррі Краузе* (2)    | США          | Чикаго Буллз            |
| 1996-97 | Боб Басс* (2)         | США          | Шарлот Горнетс          |
| 1997-98 | Вейн Ембрі* (2)       | США          | Клівленд Кавальєрз      |
| 1998-99 | Джефф Петрі^          | США          | Сакраменто Кінґс        |
| 1999-00 | Джон Габрієль         | США          | Орландо Меджик          |
| 2000-01 | Джефф Петрі^ (2)      | США          | Сакраменто Кінґс        |
| 2001-02 | Род Торн              | США          | Нью-Джерсі Нетс         |
| 2002-03 | Джо Думарс^           | США          | Детройт Пістонс         |
| 2003-04 | Джеррі Вест* (2)      | США          | Мемфіс Ґріззліс         |
| 2004-05 | Браян Коланжело^      | США          | Фінікс Санз             |
| 2005-06 | Елжин Бейлор          | США          | Лос-Анджелес Кліпперс   |
| 2006-07 | Браян Коланжело^ (2)  | США          | Торонто Репторз         |
| 2007-08 | Денні Ейндж^          | США          | Бостон Селтікс          |
| 2008-09 | Марк Варкент'єн       | США          | Денвер Наггетс          |
| 2009-10 | Джон Хаммонд^         | США          | Мілвокі Бакс            |
| 2010-11 | Пет Райлі^            | США          | Маямі Гіт               |
| 2010-11 | Гар Форман            | США          | Чикаго Буллз            |
| 2011-12 | Ларрі Берд            | США          | Індіана Пейсерз         |
| 2012-13 | Масаі Уджирі          | США          | Денвер Наггетс          |